# یک وسترن شرقی

تصویری از هارولد لوید و همسر آینده‌اش میلدرد دیویس در فیلم یک وسترن شرقی (۱۹۲۰)

یک وسترن شرقی (انگلیسی: An Eastern Westerner) یک فیلم کمدی صامت کوتاه به کارگردانی هال روچ است که در سال ۱۹۲۰ منتشر شد.

## بازیگران
- هارولد لوید
- میلدرد دیویس
- بل میچل
- ویلیام گیلسپی
- نوآ یانگ
- سمی بروکس
- چارلز استیونسون
- بن کوربت
- جیمز تی. کلی
- والاس هاو